# Anton Fackelmann
Anton Fackelmann (*  14. September 1916 in Sanktmartin bei Arad; † 6. April 1985 in Pressbaum, Niederösterreich) war ein österreichischer Restaurator von Papyri und Autor von Fachartikeln zur Restaurierung und Erhaltung von Handschriften. Er schuf eine eigene Sammlung (Sammlung Fackelmann) von Papyrus- und Pergamenthandschriften.
Anton Fackelmann war lange als Konservator der Papyrussammlung der Österreichischen Nationalbibliothek in Wien tätig. 1965 entwickelte er ein neues Verfahren zur Restaurierung verkohlter Papyrusfragmente. 1969 erwarb er auf einer Reise in Ägypten zahlreiche Papyrusfragmente, aus denen er eine eigene Privatsammlung aufbaute. Nach seinem Tod 1985 übernahm sein Sohn Anton Fackelmann jr. die Sammlung und verkaufte Teile von ihr.

## Schriften
- Der Werdegang der Papyrusrestaurierung. In: Biblos, Band 2, 1953, S. 1–7, 19.
- Das Pergament. Seine Herstellung und seine Betreuung in den Bibliotheken. In: Biblos, Band 10, 1961, S. 118–131 (online).
- The Restoration of the Herculaneum Papyri and other Recent Finds. In: Bulletin of the Institute of Classical Studies, Band 17, 1970, S. 144–147.
- Präsentation christlicher Urtexte aus dem ersten Jahrhundert geschrieben auf Papyrus, vermutlich Notizschriften des Evangelisten Markus? In: Anagennesis. A Papyrological Journal, Band 4, 1986, S. 25–36.